# Seututie 352
Pour les articles homonymes, voir Route 352.
La route régionale 352 (finnois : Seututie 352) est une route régionale allant de Aittakorpi à Kotka jusqu'à Etukyĺä à Kotka en Finlande,,.

## Présentation
La seututie 352 est une route régionale de la Vallée de la Kymi.
La route relie la route régionale 355 et la route régionale 170 et à la route européenne 18.